# Amaqua Township
Amaqua Township est un township, du comté de Boone en Iowa, aux États-Unis,.
Le township est fondé en 1871 : il porte le nom indien du castor.

## Source de la traduction
- (en) Cet article est partiellement ou en totalité issu de l’article de Wikipédia en anglais intitulé « Amaqua Township, Boone County, Iowa » (voir la liste des auteurs).